# Cuplare pinacolică
Cuplarea pinacolică este o reacție organică prin care are loc formarea unei legături carbon–carbon între grupele carbonil ale unei aldehide sau unei cetone, în prezența unui donor de electroni (printr-un proces radicalic). Din reacție se obține un diol vicinal, iar numele reacției provine de la pinacol (denumit și 2,3-dimetil-2,3-butandiol sau tetrametiletilenglicol), acesta fiind produsul reacției de cuplare pinacolică dacă se pornește de la acetonă.
Pentru benzaldehidă, cuplarea pinacolică ia următoarea formă:
Reacția este similară cu reacția McMurry.